# Anabathridae
Anabathridae is een familie van weekdieren uit de klasse van de Gastropoda (slakken).

## Geslachten
- Afriscrobs Ponder, 1983
- Amphithalamus Carpenter, 1864
- Anabathron Frauenfeld, 1867
- Badepigrus Iredale, 1955
- Microdryas Laseron, 1950
- Nodulus Monterosato, 1878
- Pisinna Monterosato, 1878
- Pseudestea Ponder, 1967